# Post Mortem (álbum de Black Tide)
Post Mortem es el segundo álbum de la banda estadounidense de heavy metal Black Tide. Fue lanzado el 23 de agosto de 2011, con la producción de John Wilbur y GGGarth. En este disco la banda dio un gran cambio en el que pasaron de tener un estilo de heavy metal clásico a tocar canciones con un estilo más nuevo, Metalcore.
Este es el primer disco en el que Austin Díaz aparece, ya que en el anterior disco (Light From Above) el guitarrista era Álex Núñez.
El primer sencillo de este álbum se titula Bury Me, y el primer clip de vídeo fue el del tema Walking Dead Man.

## Grabación, publicación y promoción
Originalmente se pretendía que el álbum fuese intitulado por el público para ser lanzado en febrero de 2011, sin embargo, más tarde se anunció que el álbum llevaría por título Post Mortem y que la fecha de publicación sería el 23 de agosto de 2011.
 A la fecha, han sido lanzados tres sencillos junto con otros sencillos digitales para promoción.
Las canciones That Fire, Let It Out e Into the Sky aparecen en álbum EP: Al Cielo como regrabaciones al castellano con nombres alternativos.

### Sencillos
El 17 de septiembre de 2010, se lanzó el primer sencillo del álbum, la canción Burry Me para descarga en línea y en sencillo en formato CD. El CD del sencillo tiene un lado B titulado Honest Eyes que fue publicado más tarde como sencillo aparte.
El segundo sencillo oficial del álbum "Walking Dead Man", fue lanzado en formato digital el 23 de mayo de 2011. Seguido prontamente de un vídeo musical publicado el 14 de junio de 2011.
El tercer sencillo del álbum, titulado "That Fire" fue lanzado el 21 de junio de 2011 que fue seguido por un clip de video el 23 de junio de 2011.

### Ventas
Durante su primera semana a la venta, el álbum Post Mortem vendió cerca de 5.800 ejemplares, quedando en el lugar número 73 en la lista de Billboard 200 el cual fuel el mismo lugar para su álbum anterior Light From Above.

## Listado de canciones
| Post Mortem |                                                                                 |          |  |
| N.º         | Título                                                                          | Duración |  |
| 1.          | «Ashes» (con la participación de Matt Tuck de la banda Bullet for My Valentine) | 4:09     |  |
| 2.          | «Bury Me»                                                                       | 3:53     |  |
| 3.          | «Let It Out»                                                                    | 5:06     |  |
| 4.          | «Honest Eyes»                                                                   | 3:57     |  |
| 5.          | «That Fire»                                                                     | 3:30     |  |
| 6.          | «Fight 'Til The Bitter End»                                                     | 3:44     |  |
| 7.          | «Take It Easy»                                                                  | 4:34     |  |
| 8.          | «Lost in the Sound»                                                             | 4:59     |  |
| 9.          | «Walking Dead Man»                                                              | 4:15     |  |
| 10.         | «Into the Sky»                                                                  | 4:52     |  |

| Post Mortem (US/UK bonus tracks) |                          |          |  |
| N.º                              | Título                   | Duración |  |
| 11.                              | «So Broken» (US version) | 6:42     |  |
| 12.                              | «Alone» (UK version)     | 3:35     |  |
| 13.                              | «Give Hope» (UK version) | 4:51     |  |

## Equipo
| Black Tide - Gabriel García – Cantante principal, guitarra líder - Austin Díaz – Guitarra rítmica, corista - Zakk Sandler – Bajo eléctrico, corista - Steven Spence – Baterista, percusionista | Producción - Garth "GGGarth" Richardson – Productor discográfico - Josh Wilbur - Productor discográfico adicional Equipo adicional - Matthew Tuck - corista en "Ashes" |